# Прут (притока Ушиці)
Прут — річка в Україні, у Віньковецькому районі Хмельницької області. Ліва притока Ушиці (басейн Дністра).

## Опис
Довжина річки 10 км, похил річки — 9,6 м/км. Площа басейну 48,8 км².

## Розташування
Бере початок у Пилипах-Олександрівських. Тече переважно на південний захід через Великий Олександрів і впадає у річку Ушицю, ліву притоку Дністра.